# Potemnemus scabrosus
Potemnemus scabrosus là một loài bọ cánh cứng trong họ Cerambycidae.